# Culmback Dam
Der Culmback Dam (auch George Culmback Dam oder Snoqualmie National Forest Dam) ist ein großer Staudamm, welcher der Elektroenergieerzeugung und der Wasserversorgung dient, am Sultan River, einem Zufluss des Skykomish River im Snohomish County im US-Bundesstaat Washington. Er wurde 1965 erbaut und ist an der Krone 200 m lang sowie 80 m hoch. Der aufgestaute See, der Spada Lake, versorgt 70 bis 75 Prozent des Snohomish County mit Wasser; das Wasserkraftwerk, flussabwärts vom Damm gelegen, hat eine Leistung von 112 Megawatt. Einige Kritiken machen den Damm für ernsthafte Eingriffe in die Wanderwege von Lachsen und anderen Wanderfischen im Sultan River verantwortlich, indem er den Transport von Kies und anderen Sedimenten flussabwärts unterbindet, die für die Gestaltung des Flussbettes erforderlich sind. Die Betreiber des Damms kontern in solchen Fällen, dass der Culmback Dam die Hochwassergefahr deutlich reduziert und Fischpopulationen sowie die umliegenden Gemeinden fördert. Der Damm wurde zu Ehren von George Culmback, einem früheren Bürgermeister von Everett, benannt.
Der Damm gehört der Snohomish County Public Utility District (PUD) und der City of Everett gemeinsam und wird von der PUD betrieben. Das Wasser des Spada Lake wird in eine Pipeline abgeleitet und einem Kraftwerk etwas unterhalb des Damm am Sultan River zugeführt. Vom Kraftwerk aus wird ein Teil des Wassers in den Fluss zurückgeführt, der andere Teil wird zum Lake Chaplain geleitet, wo es in die Wasserversorgung von Everett eingespeist wird.

## Geschichte
Vor 1917 bezog die Stadt Everett ihr Wasser aus dem Woods Creek, einem weiteren Zufluss des Skykomish River. Aufgrund des steigenden Wasserbedarfs in den großen Papierwerken und anderen Fabriken änderte die Stadt die Bezugsquelle des Wassers, indem sie das Sultan River Basin über den Zufluss Chaplain Creek nutzte. Das Chaplain Reservoir wurde 1929 mit der Fertigstellung eines Erddammes erzeugt, welcher 1942 erhöht wurde. Die Versorgung erwies sich nach wie vor als unzureichend, so dass Ingenieure daran gingen, den Hauptarm des Sultan River zu stauen, wo eine exzellente Stelle für einen Dammbau identifiziert worden war.
Der Culmback Dam wurde in zwei Phasen gebaut. Phase 1, von 1960 bis 1965, beinhaltete den Aufbau des Damms bis zu einer Höhe von 61 Metern mit einem Reservoir von 49 Mio. Kubikmetern. Die Arbeiten während dieser Phase diente dem Ersatz des kleineren, 6,7 m hohen Abschlagsbauwerks 10,5 km flussabwärts am Sultan River. Phase 2, fertiggestellt 1984, beinhaltete die Erhöhung des Damms um 19 m auf seine heutige Höhe und dadurch eine Vervierfachung des Stauraums. Die zweite Phase umfasste auch den Bau einer Pipeline vom Spada Lake zu einem neuen Wasserkraftwerk und von dort zum Chaplain Reservoir.

## Geographie

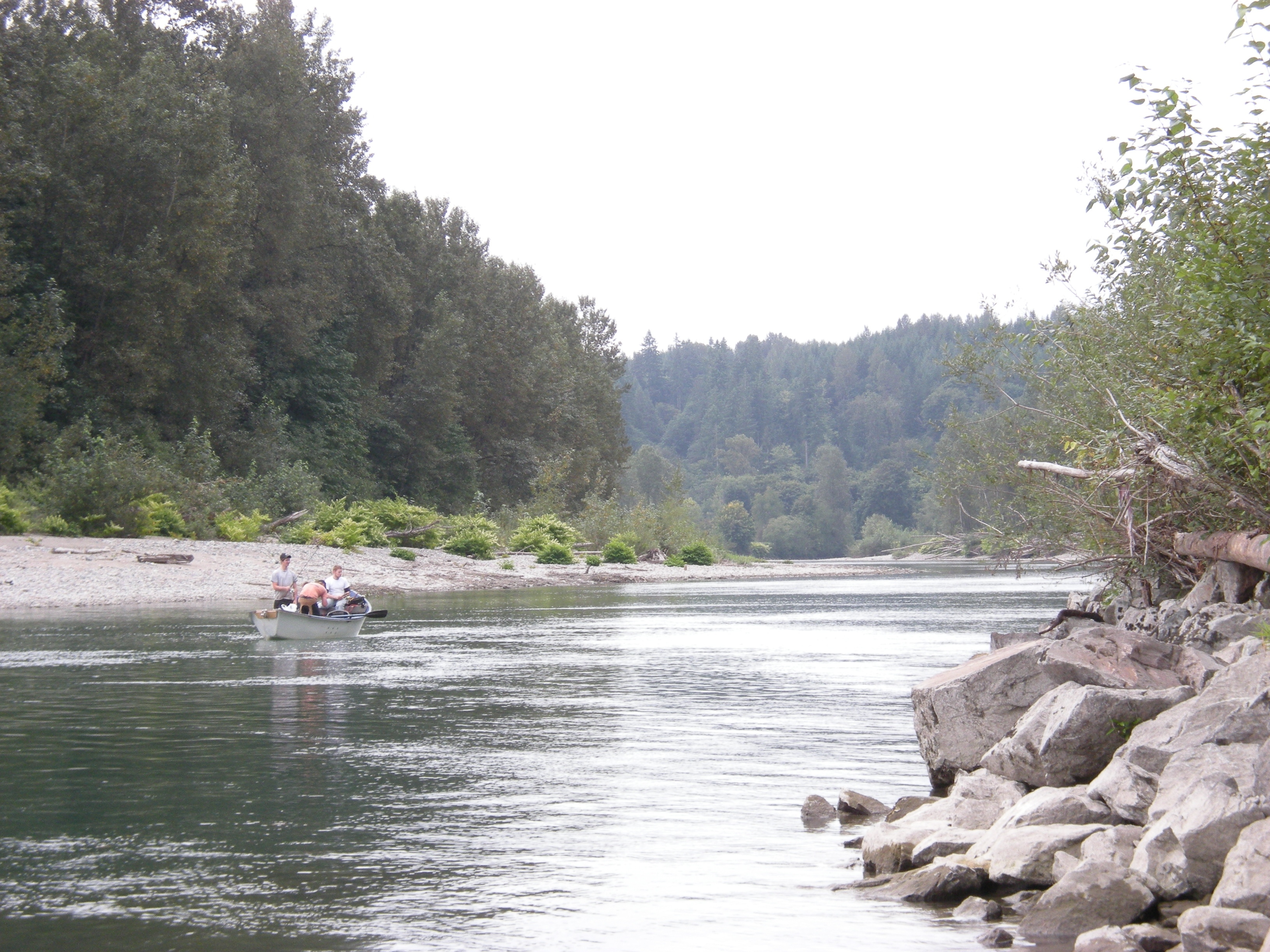
Der Sultan River in Sultan (Washington).

Der Culmback Dam und der Spada Lake beziehen ihr Wasser aus einem Einzugsgebiet von 220 Quadratkilometern am Westabhang der Kaskadenkette. Obwohl das weite Tal, in dem der Stausee heute liegt, vor der letzten Vereisung geschaffen wurde, wurde der Canyon, in dem der Damm gebaut wurde, vor etwa einer Million Jahren geschaffen, als der Sultan River durch den etwa eine Meile (1,6 km) mächtigen Laurentidischen Eisschild unterbrochen wurde, welcher den Flusslauf aus seinem ursprünglichen Einzugsgebiet am Pilchuck River verlegte. Der Fluss grub sich eine enge Schlucht, um sich schließlich in den Skykomish River zu ergießen und schuf so einen idealen Standort für einen Staudamm.
Der Sultan River, durch den Zusammenfluss von North Fork Sultan River und Elk Creek gebildet, mündet von Osten in den See. Zusätzliche wichtige Zuflüsse sind der South Fork, welcher einen eng an die Stickney Ridge gebundenen Arm formt, und der Williamson Creek, welcher am Fuß des Big Four Mountain mündet.

## Wasserversorgung und Energiegewinnung
Der Spada Lake ist Teil der Wasserversorgung der Stadt Everett. Diese Wasserversorgung beruht auf zwei Seen, dem Spada Lake und dem viel kleineren Lake Chaplain (etwa 21 Mio. m³) am Chaplain Creek, einem Zufluss des Sultan River. Der größte Teil des Abflusses des Sultan River wird am Damm in eine 12,6 km lange Druckleitung abgeführt, die in das 112-MW-Jackson-Kraftwerk mit einem Höhenunterschied von 355 Metern führt. Im Kraftwerk treibt das Wasser vier Turbinen/Generator-Einheiten an, die aus zwei 47,5-MW-Pelton- und zwei 8,4-MW-Francis-Turbinen bestehen. Das Wasser aus den Pelton-Turbinen wird direkt in den Sultan River geleitet, während der Rest in den Lake Chaplain geführt wird.
Vom Lake Chaplain fließt das Wasser in vier Leitungen von 1,2 Metern Durchmesser nach Everett. Während eines Hochwassers wird das Wasser auch direkt in den Sultan River durch den Chaplain Creek und die Sultan River Fresh-water Return Line zurückgeführt. Der Culmback Dam ist in der Lage, Wasser durch einen Überlauf abzuleiten, dessen Kapazität 1.800 m³/ s beträgt, was ausreichend ist, um ein Jahrhunderthochwasser des Sultan River abzufangen, das mit 1.300 Kubikmetern pro Sekunde berechnet wurde.